# 9-та танкова дивізія (Третій Рейх)
9-та та́нкова диві́зія (Третій Рейх) (нім. 9. Panzer-Division) — танкова дивізія Вермахту в роки Другої світової війни. Брала участь у бойових діях у Франції, на Балканах та на Східному й Західному фронтах.

## Історія

### Формування танкового з'єднання
9-та танкова дивізія була сформована 3 січня 1940 на базі 4-ї легкої дивізії Вермахту.

## Нагороджені дивізії
Нагороджені дивізії
|  | Кавалери Нагрудного знаку ближнього бою в золоті                                                         | 1 |
|  | Кавалери Золотого Німецького Хреста                                                                      | 130 |
|  | Кавалери Срібного Німецького Хреста                                                                      | 2 |
|  | Кавалери Лицарського хреста Залізного хреста з Дубовим листям та Мечами                                  | 1 (№30 оберст Вальтер Горн — 08.06.1943) |
|  | Кавалери Лицарського хреста Залізного хреста з Дубовим листям                                            | 4 (№ 113 оберст-лейтенант Вальтер Горн — 17.08.1942 № 483 фельдфебель Фердинанд Вегерер — 04.06.1944 № 607 гауптман Вільгельм Колер — 04.10.1944 № 801 генерал-майор барон Гаральд фон Ельферфельдт — 23.03.1945 ) |
|  | Кавалери Лицарського хреста Залізного хреста                                                             | 61 (в тому числі 1 непідтверджене) |
|  | Кавалери Почесної Відзнаки Сухопутних військ «Почесна пряжка на орденську стрічку для Сухопутних військ» | 53 |

- Нагороджені Сертифікатом Пошани Головнокомандувача Сухопутних військ (19)

## Командування

### Командири
- генерал-лейтенант Альфред фон Губіцкі (нім. Alfred von Hubicki) (3 січня 1940 — 14 квітня 1942);
- генерал-майор Йоганнес Бесслер (нім. Johannes Baeßler) (15 квітня — 26 липня 1942);
- оберст Генріх-Герман фон Гюльсен (нім. Heinrich-Hermann von Hülsen) (27 липня — 3 серпня 1942), ТВО;
- генерал-лейтенант Вальтер Шеллер (нім. Walter Scheller) (4 серпня 1942 — 21 липня 1943);
- оберст, з 30 вересня 1943 генерал-майор Ервін Йоллассе (нім. Erwin Jollasse) (22 липня — 20 жовтня 1943);
- генерал-майор, доктор наук Йоганнес Шульц (нім. Johannes Schulz) (20 жовтня — 27 листопада 1943), ТВО;
- оберст Макс Шперлінг (нім. Max Sperling) (27 — 28 листопада 1943), ТВО;
- генерал-майор Ервін Йоллассе (28 листопада 1943 — 10 серпня 1944);
- оберст Макс Шперлінг (10 серпня — 2 вересня 1944), ТВО;
- генерал-майор Гергард Мюллер (нім. Gerhard Müller) (3 — 16 вересня 1944), ТВО;
- генерал-майор барон Гаральд фон Ельферфельдт (нім. Harald Freiherr von Elverfeldt) (16 вересня 1944 — 28 грудня 1944);
- генерал-майор Фрідріх-Вільгельм фон Меллентін (нім. Friedrich Wilhelm von Mellenthin) (28 грудня 1944 — лютий 1945);
- генерал-майор барон Гаральд фон Ельферфельдт (лютий — 6 березня 1945);
- оберст Гельмут Цолленкорф (нім. Helmut Zollenkopf) (6 березня — 8 травня 1945), ТВО.

## Райони бойових дій та дислокації дивізії
- Польща (січень — травень 1940);
- Нідерланди, Бельгія та Франція (травень — вересень 1940);
- Польща (вересень 1940 — квітень 1941);
- Балкани (квітень — липень 1941);
- Східний фронт (південний напрямок) (Україна) (липень — жовтень 1941);
- Східний фронт (центральний напрямок) (жовтень 1941 — вересень 1943);
- Східний фронт (південний напрямок) (Україна) (вересень 1943 — березень 1944);
- Франція (березень — вересень 1944);
- Західна Німеччина (вересень — грудень 1944);
- Арденни (грудень 1944 — лютий 1945);
- Західна Німеччина (Рурський котел) (лютий — квітень 1945).

## Бойовий склад 9-ї танкової дивізії
- штаб дивізії
- 33-й танковий полк
- 9-та мотопіхотна бригада:
  - 10-й мотопіхотний полк
  - 11-й мотопіхотний полк
  - 59-й мотоциклетний батальйон
- 102-й артилерійський полк
- 701-ша важка артилерійська батарея
- 50-й винищувально-протитанковий дивізіон
- 9-й моторизований розвідувальний батальйон
- 86-й саперний батальйон
- 85-й батальйон зв'язку
- 60-й загін постачання

- штаб дивізії
- 33-й танковий полк «Принц Ойген»
- 10-й панцергренадерський полк
- 11-й панцергренадерський полк
- 102-й самохідний артилерійський полк
- 50-й протитанковий дивізіон
- 287-й армійський зенітно-артилерійський дивізіон
- 9-й самохідний розвідувальний батальйон
- 86-й саперний батальйон
- 85-й батальйон зв'язку
- 60-й загін постачання
- 10-й запасний піхотний батальйон